# Раковице (Пјештјани)
Раковице (слч. Rakovice) насељено је мјесто са административним статусом сеоске општине (слч. obec) у округу Пјештјани, у Трнавском крају, Словачка Република.

## Становништво
| Година:    | 1994. | 2004.   | 2014.    | 2024.    |
| ---------- | ----- | ------- | -------- | -------- |
| Број људи: | 475   | 509     | 570      | 641      |
| Разлика:   |       | +7,15 % | +11,98 % | +12,45 % |

| Година:    | 2023. | 2024.   |
| ---------- | ----- | ------- |
| Број људи: | 631   | 641     |
| Разлика:   |       | +1,58 % |

Према подацима о броју становника из 2024. године насеље је имало 641 становника.